# Carl Rabitz
Carl Rabitz (* 22. Dezember 1823 in Halle (Saale); † 10. April 1891 in Berlin) war ein deutscher Maurermeister und Bauunternehmer, der als Erfinder der Rabitz-Putzkonstruktion und als Pionier im begrünten Flachdachbau hervortrat.

## Familie
Johann Christoph Carl Rabitz war der Sohn des Maurers Johann Gottlob Rabitz (1790–1862) und seiner Ehefrau Johanna Elisabeth Schönefeld (1787–1841). Am 27. September 1851 heiratete er Bertha Marie Elisabeth Schäfer (1824–1879). Beide hatten acht Kinder, die in den Jahren 1851–1861 in Berlin geboren wurden. Vier Kinder starben schon in den ersten Lebensjahren. Seine Söhne Paul Carl Max Rabitz und Hans Paul Rabitz wurden Architekten.

## Leben

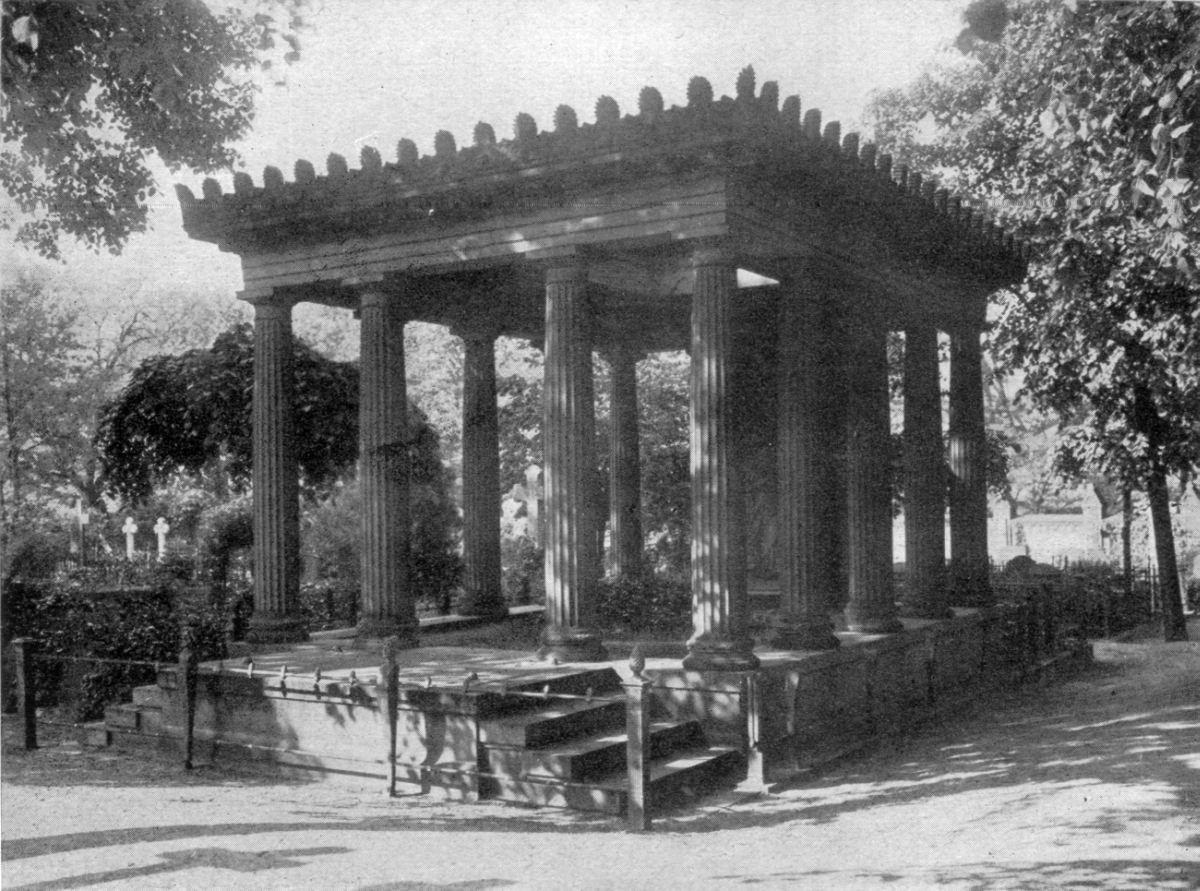
Invalidenfriedhof, Mausoleum Rabitz, 1925

In Halle absolvierte Carl Rabitz die Bürgerschule. Mit 15 Jahren begann er seine Lehre bei Maurermeister Trappe in Halle. Er arbeitete als Geselle in vielen großen Städten Deutschlands. Am 11. Juli 1842 zog er nach Berlin. Als Maurergeselle bei Albert Dietrich Schadow erwarb er 1853 den Meisterbrief mit besonderer Auszeichnung.
Seit 1854 arbeitete er als selbstständiger Maurermeister und Bauunternehmer. 1864 erfand er die Technik des Feuersicheren Deckenputzes unter hölzernen Balken und erhielt das Zusatzpatent für die Rabitz-Wand. Diese Technik ist als Leichtbauwand (Drahtputzwand) bekannt.
In seiner 1867 verlegten Broschüre Naturdächer von vulkanischem Cement warb er für begrünte Flachdächer als Gartendach und stellte auf der Weltausstellung in Paris 1867 sein begrüntes Flachdach vor.
Er wurde 1887 mit dem Ehrentitel eines Königlichen Hof-Maurermeisters ausgezeichnet.
Carl Rabitz wurde im Mausoleum seiner Familie auf dem Invalidenfriedhof in Berlin bestattet.

## Vorläufer
Tragende Putzträger waren Schilfrohr (verdrahtet), Rippenstreckmetall, Ziegeldraht und verschiedene Gewebe aus Metalldrähten. Verputzt wurde die Unterkonstruktion mit Mörtel, vor allem Gips- und/oder Zementmörtel. Das Gewerk zählt zu den Arbeiten des Stuckateurs.
Diese Technik soll seit 1840 bekannt und von Rabitz nach Deutschland importiert und überarbeitet worden sein.

## Erfindung
Ein Gerüst aus tragenden Rundeisen von fünf bis acht Millimeter liegt unterhalb der Überlegstangen und ist mit Bindedraht untereinander verbunden. Darauf wird ein etwa ein Millimeter dickes Metallgewebe mit der Konstruktion verdrahtet. Anschließend wird ein Gips- oder Zementputz aufgebracht. Entsprechend handelt es sich um Gipsrabitzdecken und -wände oder Zementrabitzdecken und -wände.
Zweckbestimmt ausgeführt werden die Brandschutzanforderungen erfüllt. Es konnten Decken heruntergezogen, Gewölbe, nichttragende Ständerwände, die Ummantelung von Pfeilern und Stützen, die Verblendung von Installationen und der Bau von Lüftungskanälen ausgeführt werden.
Ein weiterer Vorteil war, dass Platten auf der Baustelle liegend (horizontal) in Schalenformen vorgefertigt werden konnten, um dann an den Decken abgehängt oder als Zwischenwände aufgestellt zu werden. Damit waren sie bei der Anfertigung leichter zugänglich und konnten einfacher und von Hilfskräften hergestellt werden. Eine Vorproduktion in Fabriken nach Art des Plattenbaus war jedoch wegen fehlender Fahrzeuge und Straßen für einen schonenden Transport der zerbrechlichen Platten zur Hauptanwendungszeit nicht möglich.

## Normen
- für große Rabitzdecken „Erlaß des früheren Preußischen Ministers für Volkswohlfahrt“ vom 15. Dezember 1930 II C 2494 sowie die DIN 4121 vom August 1951,
- für Rabitzwände die DIN 4103
- in Technische Vorschriften für Bauleistungen DIN 1964, B, Ziffer 15, ist bezüglich dieser Arbeiten (dort Drahtputz) folgendes ausgeführt: „Drahtgeflecht ist mit Rund- oder Bandeisen, Klemmschrauben, Haken, geschmiedeten Nägeln oder Eisenschlaufen sachgemäß zu befestigen und straff zu spannen, so daß in den Flächen und an den Anschlüssen keine Risse entstehen. Aufhängeeisen sind in erforderlicher Zahl und Stärke anzubringen. Für den Putzkern ist Haarmörtel zu verwenden. Im übrigen gelten die Bestimmungen für Wand- und Deckenputze sinngemäß.“[6]

Heute findet dieses Gewerk vor allem in der Denkmalpflege Anwendung. Diese Technologie unterstützt die Möglichkeit der freien Ausformung der Flächen. Sie eignet sich für moderne und innovative Innenraumgestaltung im Zusammenspiel mit Stuck.

## Projekte
- Auftragsarbeiten beim Bau des Reichspostamts, des Haupttelegraphenamts und des Rohrpostamts in Berlin[3]
- Die Synagoge in Subotica wurde durch diese Technik gerettet.
- Schloss Charlottenburg

## Schriften
- Naturdächer von vulkanischem Cement oder Moderne Hängende Gärten, feuerfester, vorzüglicher, schöner, dauerhafter und billiger als jede andere Bedachungsart. 1867.